# Liste der Baudenkmäler in Kirchdorf am Inn (Bayern)
Auf dieser Seite sind die Baudenkmäler in der niederbayerischen Gemeinde Kirchdorf am Inn zusammengestellt. Diese Tabelle ist eine Teilliste der Liste der Baudenkmäler in Bayern. Grundlage ist die Bayerische Denkmalliste, die auf Basis des Bayerischen Denkmalschutzgesetzes vom 1. Oktober 1973 erstmals erstellt wurde und seither durch das Bayerische Landesamt für Denkmalpflege geführt wird. Die folgenden Angaben ersetzen nicht die rechtsverbindliche Auskunft der Denkmalschutzbehörde.

## Baudenkmäler nach Ortsteilen

### Kirchdorf
| Lage                                      | Objekt                                    | Beschreibung | Akten-Nr.             | Bild           |
| ----------------------------------------- | ----------------------------------------- | --- | --------------------- | -------------- |
| Hauptstraße 12; Hauptstraße 10 (Standort) | Katholische Pfarrkirche Mariä Himmelfahrt | einschiffiger spätgotischer Tuffsteinquaderbau mit südlich aus der Achse gerücktem Westturm, um 1500, 1972/73 nach Süden erweitert; mit Ausstattung; Kirchhofummauerung, Tuffsteinquadermauer, wohl 17./18. Jahrhundert; südwestlich darin integriert Kriegergedächtniskapelle, offener Satteldachbau, von Anton Wagner, 1922. | D-2-77-128-1 Wikidata | weitere Bilder |
| Hauptstraße 14 (Standort)                 | Pfarrhaus                                 | Zweigeschossiger Massivbau mit Halbwalmdach, erbaut 1756/57, im Kern wohl von 1619 | D-2-77-128-2 Wikidata | Pfarrhaus      |
| Hauptstraße 15 (Standort)                 | Gasthof                                   | Dreiflügelanlage, alle Bauteile zweigeschossig mit hofseitigem Bandeisenbalkon, West- und Nordflügel mit Schopfwalmdächern, Ostflügel mit Satteldach, um 1860 | D-2-77-128-3 Wikidata | Gasthof        |

### Armeding
| Lage                   | Objekt                            | Beschreibung | Akten-Nr.             | Bild                              |
| ---------------------- | --------------------------------- | --- | --------------------- | --------------------------------- |
| Armeding 12 (Standort) | Wohnstallhaus eines Dreiseithofes | Wohnteil mit zweigeschossigem Blockbau, im Kern 2. Hälfte 18. Jahrhundert, Wirtschaftsteil geziegelt, Mitte 19. Jahrhundert | D-2-77-128-6 Wikidata | Wohnstallhaus eines Dreiseithofes |

### Ritzing
| Lage                                | Objekt                                        | Beschreibung | Akten-Nr.              | Bild                      |
| ----------------------------------- | --------------------------------------------- | --- | ---------------------- | ------------------------- |
| Seibersdorfer Straße 5 (Standort)   | Ehemalige Schlossbrauerei                     | Stattlicher zweigeschossiger Bau mit Walmdach und Mittelrisalit, spätes 18. Jahrhundert                                                          | D-2-77-128-14 Wikidata | Ehemalige Schlossbrauerei |
| Seibersdorfer Straße 9 (Standort)   | Ehemaliges Hofmarkschloss                     | Unverputzter Tuffquaderbau, oberes Geschoss Backstein, im Kern hochmittelalterlich, östlich zweigeschossiger Walmdachanbau, wohl 18. Jahrhundert | D-2-77-128-15 Wikidata | weitere Bilder            |
| Seibersdorfer Straße 9 a (Standort) | Katholische Filialkirche St. Johannes Nepomuk | Klassizistische Saalkirche, östlich zweigeschossiger Sakristeianbau mit Dachreiter, 1786; mit Ausstattung                                        | D-2-77-128-13 Wikidata | weitere Bilder            |

### Seibersdorf
| Lage                               | Objekt                                          | Beschreibung | Akten-Nr.              | Bild           |
| ---------------------------------- | ----------------------------------------------- | --- | ---------------------- | -------------- |
| Hofmarkstraße 2 (Standort)         | Ehemaliges Hofmarkschloss                       | Jetzt Wohnhaus, dreigeschossiger Schopfwalmdachbau, 19. Jahrhundert, im Erdgeschoss noch Reste des alten Baubestands aus dem 16. Jahrhundert                                  | D-2-77-128-17 Wikidata | weitere Bilder |
| Kirchdorfer Straße 24 a (Standort) | Katholische Filialkirche St. Jakobus der Ältere | Einschiffiger spätgotischer Tuffsteinquaderbau mit Turm südlich des Chors, um 1470/80, Turm 1646 erneuert; mit Ausstattung; Friedhofsmauer aus Tuffstein, 15./17. Jahrhundert | D-2-77-128-16 Wikidata | weitere Bilder |
| Nähe Kirchdorfer Straße (Standort) | Wegkapelle                                      | Kleiner verputzter Satteldachbau, Mitte 19. Jahrhundert | D-2-77-128-18 Wikidata | Wegkapelle     |

### Stadleck
| Lage | Objekt                                                          | Beschreibung | Akten-Nr.              | Bild           |
| --- | --------------------------------------------------------------- | --- | ---------------------- | -------------- |
| Stadleck 13; Nähe Moosecker Straße; Moosecker Straße 60; Jakob-Weindler-Straße 43; Nähe Anton-Mühldorfer-Straße; Stadlecker Berg; Nähe Stadleck; Nähe Albert-Seidl-Straße; Moosecker Straße 92; Jakob-Weindler-Straße; Jakob-Weindler-Straße 35 (Standort) | Kreuzwegstationen                                               | 14 neugotische Gusseisenbildstöcke mit Reliefdarstellungen, farbig gefasst, 1896; von der Dreifaltigkeitskirche in Simbach a. Inn über Mooseck bis zur Wallfahrtskapelle in Stadleck.                                                                      | D-2-77-128-20 Wikidata | weitere Bilder |
| Stadleck 13 (Standort) | Wallfahrtskapelle zur Muttergottes von der immerwährenden Hilfe | Große Kapelle, einschiffiger Satteldachbau mit Dachreiter, wohl Ende 19. Jahrhundert, im Kern von 1633; (Bemerkung: Beschreibungstext "Am Haus Stadelecker Weg 13 (ehemals Einsiedelei) angebaut" ist nicht mehr aktuell, das Haus wurde 2019 abgebrochen) | D-2-77-128-19 Wikidata | weitere Bilder |

### Weier
| Lage                        | Objekt                            | Beschreibung | Akten-Nr.              | Bild                              |
| --------------------------- | --------------------------------- | --- | ---------------------- | --------------------------------- |
| Atzinger Allee 1 (Standort) | Wohnstallhaus eines Vierseithofes | Rottaler Bauernhaus, zweigeschossiger Blockbau, Erdgeschoss teilweise ausgemauert, mit Giebelschroten und flach geneigtem Satteldach, bezeichnet 1746. | D-2-77-128-21 Wikidata | Wohnstallhaus eines Vierseithofes |